# نزار جمعة قريش
نزار جمعة قريش من مواليد 23 ديسمبر 1985 في طرابلس, ليبيا، وهو لاعب كرة قدم (حارس مرمى) ليبي يلعب حاليا لنادي الاتحاد.